# Prunus emarginata
Prunus emarginata là loài thực vật có hoa trong họ Hoa hồng. Loài này được (Douglas) Walp. miêu tả khoa học đầu tiên năm 1843.

## Hình ảnh

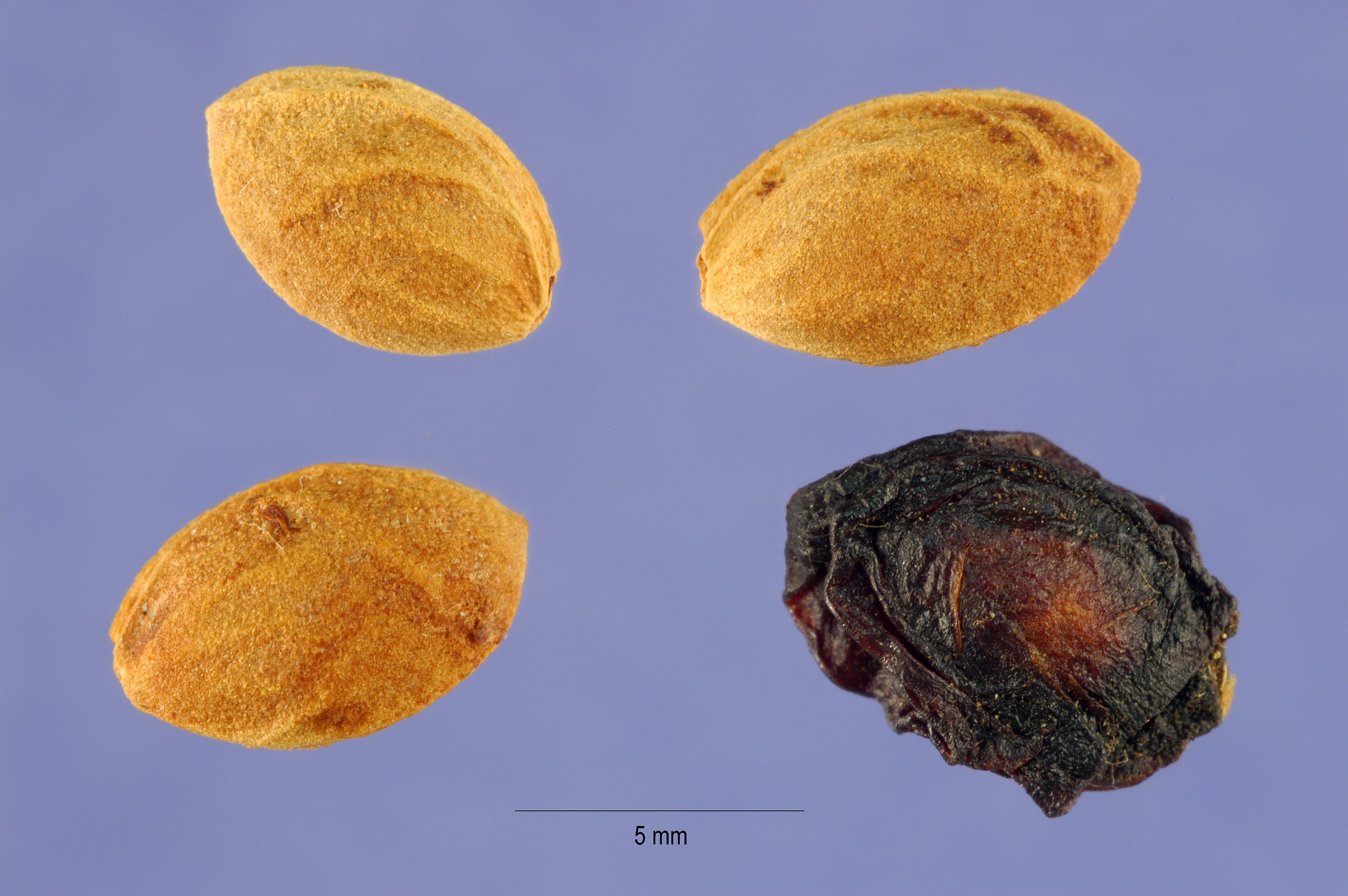
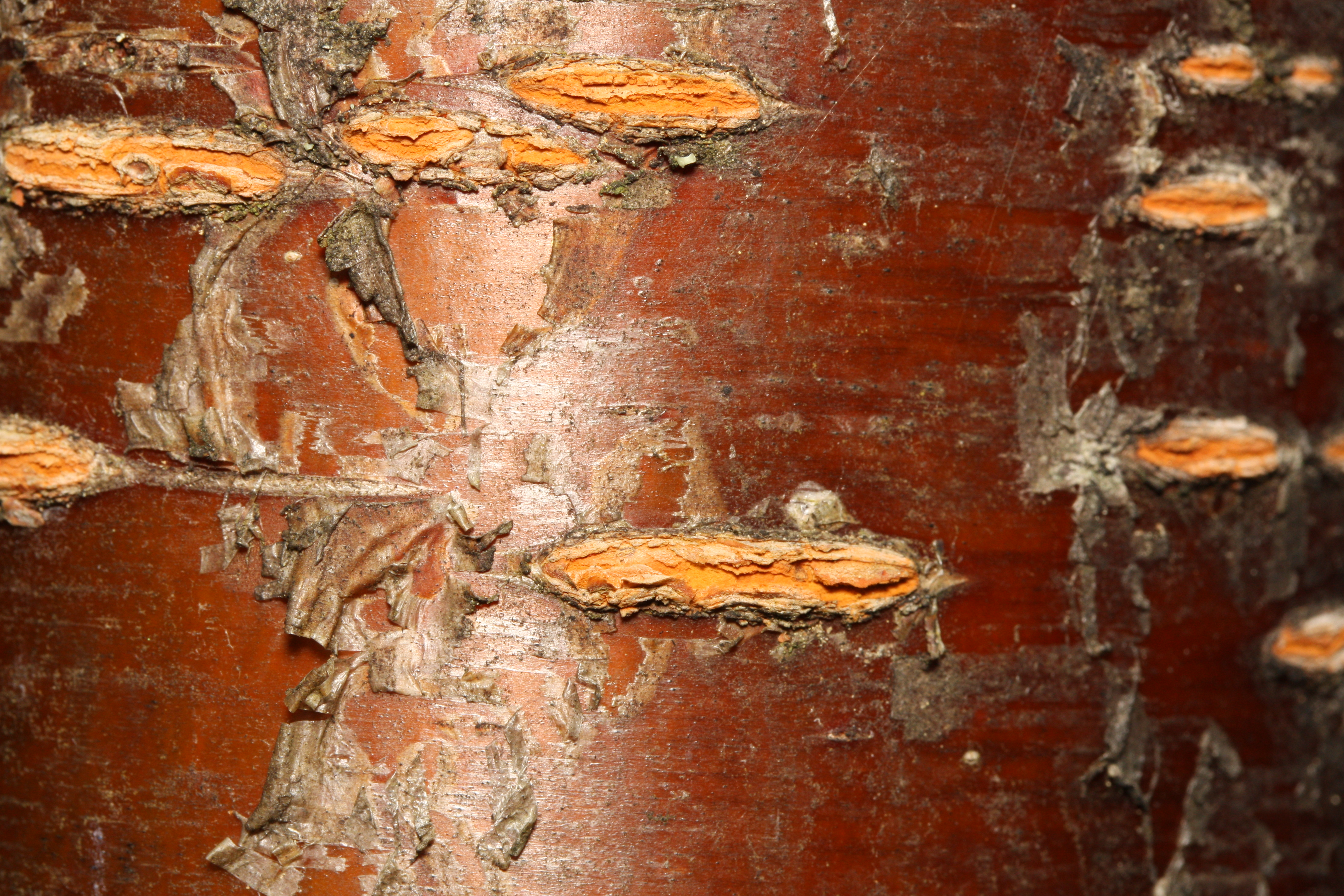
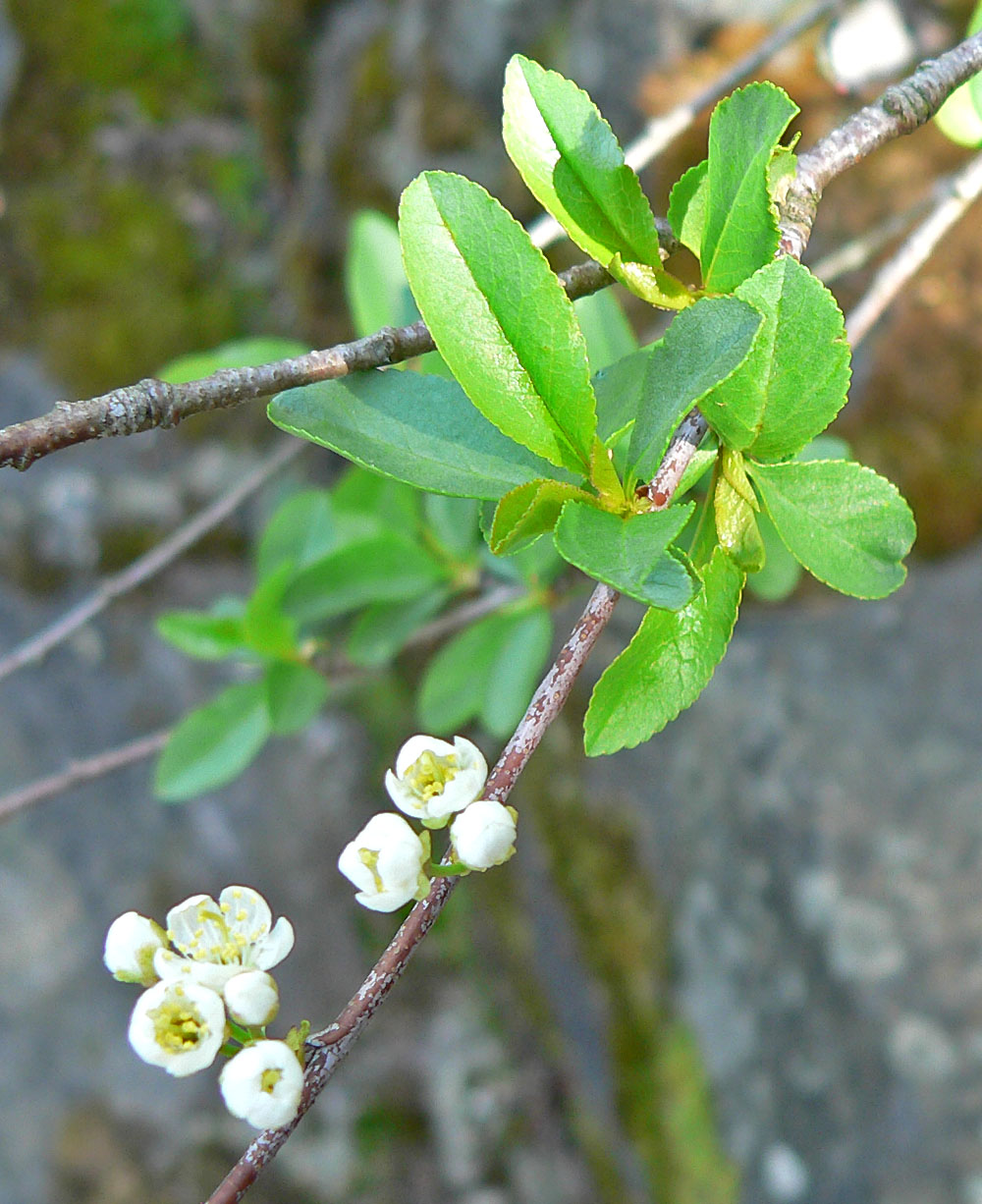
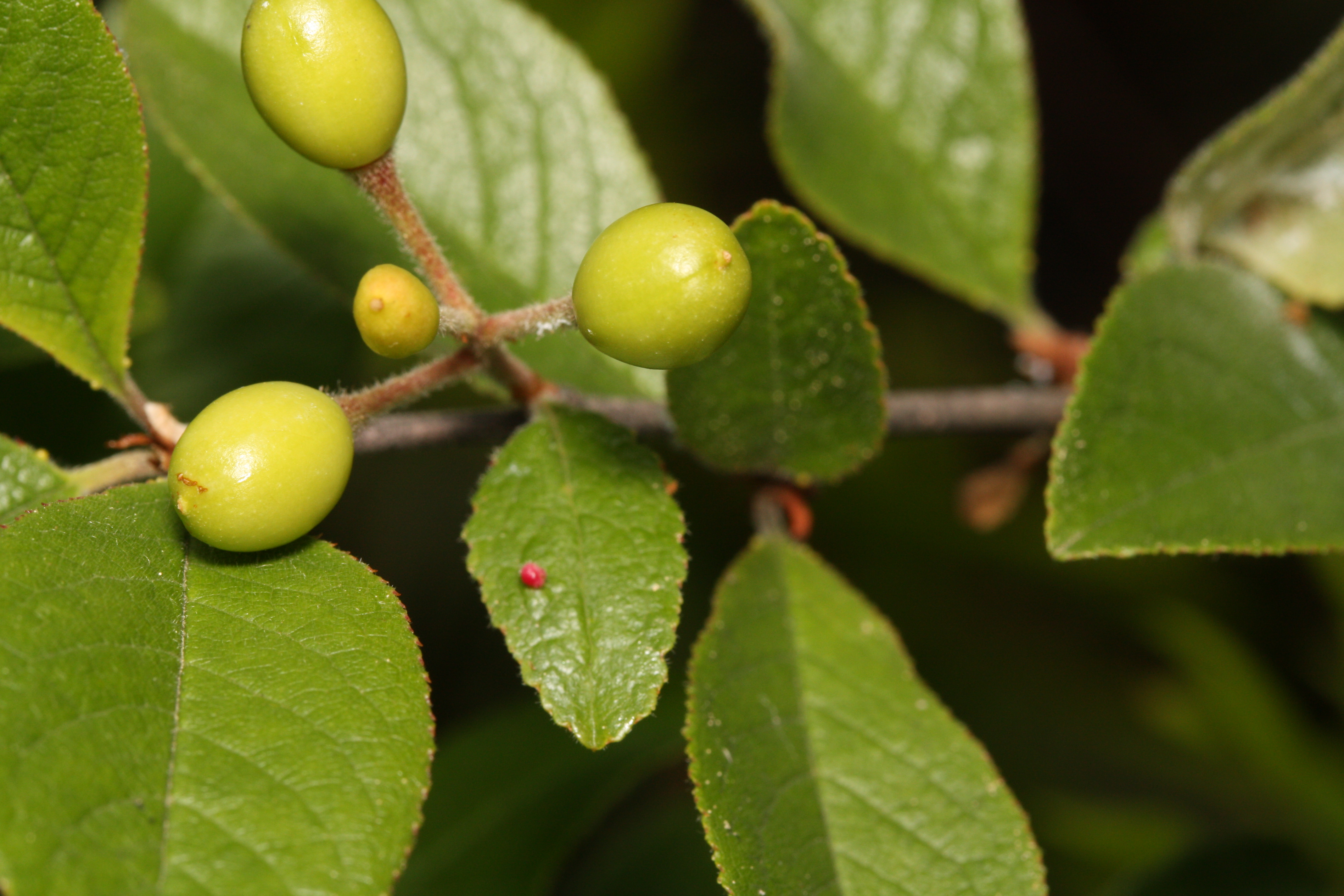